# Tainai
Tainai (Japans: 胎内市, Tainai-shi) is een stad in de prefectuur Niigata in Japan.
De stad is 265,18 km² groot en heeft 32.893 inwoners (2007).

## Geschiedenis
Tainai is sinds 1 september 2005 een stad (shi), ontstaan door de samenvoeging van de gemeente Nakajo (machi) en het dorp Kurokawa (mura).

## Verkeer
Tainai ligt aan de Uetsu-hoofdlijn van de East Japan Railway Company.
Tainai ligt aan de Nihonkai-Tohoku-autosnelweg en aan de autowegen 7, 113, 290 en 345.

## Stedenband
Tainai heeft een stedenband met
- Carbondale in Illinois, U.S.A, een erfenis van de stedenband die Nakajo had voordat het in Tainai opging.